# 绿潮
绿潮 一种海洋生态现象，具体表现为：浒苔等绿色大型藻类爆发性的快速繁殖，进而覆盖较大面积的海域。绿潮与赤潮的区别在于，赤潮多数由单细胞藻类或原生动物引起，而绿潮是由多细胞的大型藻类引起的。
绿潮可导致海洋灾害，当海流将大量绿潮藻类卷到海岸时，绿潮藻体腐败产生有害气体，破坏海岸景观，对潮间带生态系统也可能导致损害。
自2008至2011年，中国黄海海域连续4年在夏季发生绿潮灾害。

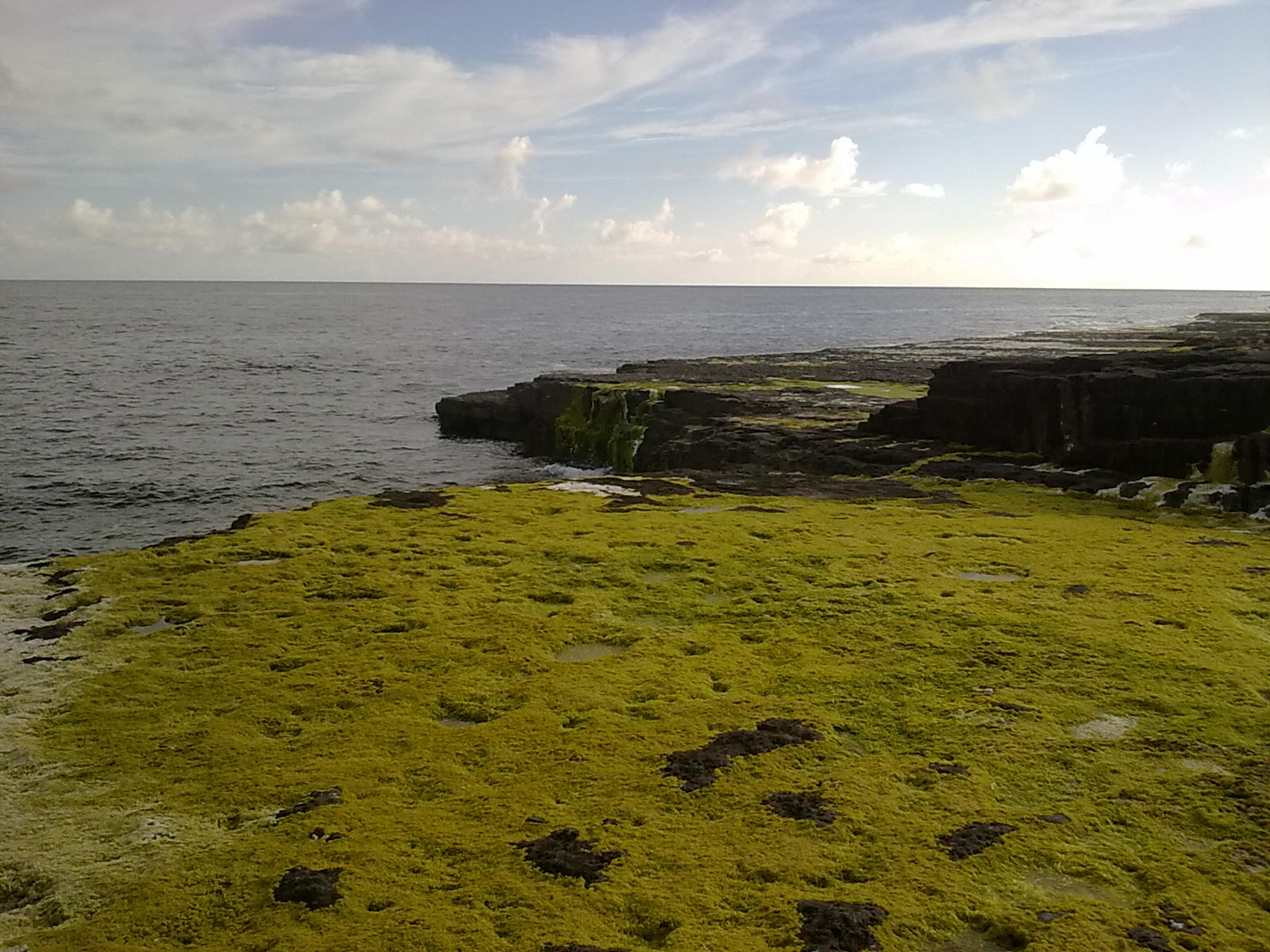
受绿潮袭扰的海岸线